# Les Essarts (Eure)
Pour les articles homonymes, voir Les Essarts.
Les Essarts est une ancienne commune française, située dans le département de l'Eure en région Normandie, devenue le 1er janvier 2016 une commune déléguée au sein de la commune nouvelle de Marbois.

## Toponymie
Le nom de la localité est attesté sous les formes Sarta en 1206 (cartulaire de l’Estrée), Essarts en 1229 (cartulaire de Saint-Sauveur), Les Essarts en 1793 et 1801, Les Essarts-le-Fai en 1828 (Louis Du Bois), Les Essarts-sur-Damville en 1839.
Le terme Essarts ou Essards a pour origine les grands défrichements et déboisements du Moyen Âge, où l'accroissement de la population entraîna le besoin de gagner de l'espace sur la forêt. Certaines des nouvelles communes ainsi créées furent nommées Essart, du verbe essarter, signifiant défricher.

## Histoire

### Héraldique
| Armes des Essarts | Ces armes peuvent se blasonner ainsi aujourd’hui : de gueules au chevron d'or |

## Politique et administration
| Période                                  | Période    | Identité             | Étiquette | Qualité     |
| ---------------------------------------- | ---------- | -------------------- | --------- | ----------- |
| Les données manquantes sont à compléter. |            |                      |           |             |
| avant 1988                               | ?          | Roland Petit         |           |             |
| mars 2001                                | mars 2008  | Franz-Paul Quadrubli |           |             |
| mars 2008                                | 31/12/2015 | Michel Quemin        | DVD       | Agriculteur |

## Démographie
L'évolution du nombre d'habitants est connue à travers les recensements de la population effectués dans la commune depuis 1793. À partir du 1er janvier 2009, les populations légales des communes sont publiées annuellement dans le cadre d'un recensement qui repose désormais sur une collecte d'information annuelle, concernant successivement tous les territoires communaux au cours d'une période de cinq ans. 
Pour les communes de moins de 10 000 habitants, une enquête de recensement portant sur toute la population est réalisée tous les cinq ans, les populations légales des années intermédiaires étant quant à elles estimées par interpolation ou extrapolation. Pour la commune, le premier recensement exhaustif entrant dans le cadre du nouveau dispositif a été réalisé en 2007,.
En 2013, la commune comptait 448 habitants, en évolution de +22,4 % par rapport à 2008 (Eure : +2,66 %, France hors Mayotte : +2,49 %).
| 1793 | 1800 | 1806 | 1821 | 1831 | 1836 | 1841 | 1846 | 1851 |
| ---- | ---- | ---- | ---- | ---- | ---- | ---- | ---- | ---- |
| 379  | 440  | 457  | 410  | 477  | 455  | 427  | 441  | 450  |

| 1856 | 1861 | 1866 | 1872 | 1876 | 1881 | 1886 | 1891 | 1896 |
| ---- | ---- | ---- | ---- | ---- | ---- | ---- | ---- | ---- |
| 428  | 425  | 435  | 407  | 382  | 435  | 358  | 367  | 348  |

| 1901 | 1906 | 1911 | 1921 | 1926 | 1931 | 1936 | 1946 | 1954 |
| ---- | ---- | ---- | ---- | ---- | ---- | ---- | ---- | ---- |
| 340  | 314  | 319  | 241  | 247  | 271  | 242  | 254  | 235  |

| 1962 | 1968 | 1975 | 1982 | 1990 | 1999 | 2007 | 2012 | 2013 |
| ---- | ---- | ---- | ---- | ---- | ---- | ---- | ---- | ---- |
| 215  | 185  | 209  | 246  | 260  | 282  | 363  | 430  | 448  |

## Personnalités liées à la commune
- Trois évêques d'Évreux des XIIIe et XIVe siècles portent les Essarts dans leur nom : Mathieu, Guillaume (1333-1334) et Vincent (1334-1335), frère de Guillaume
- Louis Thézart (? aux Essarts-1375), religieux